# Hôtel-Dieu de Rennes
Vous lisez un « bon article » labellisé en 2025.
Pour les articles homonymes, voir Hôtel-Dieu.
L'hôtel-Dieu de Rennes est un hôpital construit en 1858 dans le centre de Rennes, en Bretagne, succédant à l'hôpital Saint-Yves, vétuste et situé au bord de la Vilaine. Imaginé par Aristide Tourneux, il est construit avec une structure en peigne, avec des extensions successives au siècle suivant en réponse à l'accroissement des besoins.
Le site est le principal hôpital de la ville au XXe siècle, avant que la plupart de ses activités soient progressivement transférées au centre hospitalier universitaire de Rennes sur le site de Pontchaillou. Après plus de cent cinquante années d'activité, la maternité, dernier service encore présent sur le site en dehors de l'EHPAD, est fermée en 2009.
Une fois désaffecté, le site est requalifié, depuis 2017, au bénéfice de la vie du quartier, avec des commerces, de l'hôtellerie et des activités de loisirs à l'horizon 2028. Les bâtiments présentant un intérêt architectural sont préservés, les autres laissant place à des logements a priori appréciés pour leur situation centrale.

## Situation et accès
L'hôtel-Dieu est situé dans le centre-ville de Rennes, dans la partie nord du quartier Centre. Il est bordé au sud par la rue de l'Hôtel-Dieu et le lycée Saint-Martin de Rennes, à l'ouest par la rue Saint-Malo et au nord par la rue Saint-Martin, donnant sur le parc des Tanneurs. Le mail Germaine Poinso-Chapuis, inauguré dans le cadre de la requalification moderne des lieux dans les années 2010, longe à l'est l'ancien ensemble hospitalier.

## Description

### Plan d'Artistide Tourneux
À sa construction, l'architecte Aristide Tourneux conçoit le lieu avec un plan en peigne, inspiré de l'hôpital Lariboisière à Paris. L'accès principal est au sud avec aménagement d'une cour d'honneur entre la rue de l'Hôtel-Dieu et la porte d'entrée du premier bâtiment. Un accès par la rue de la Cochardière est également prévu.

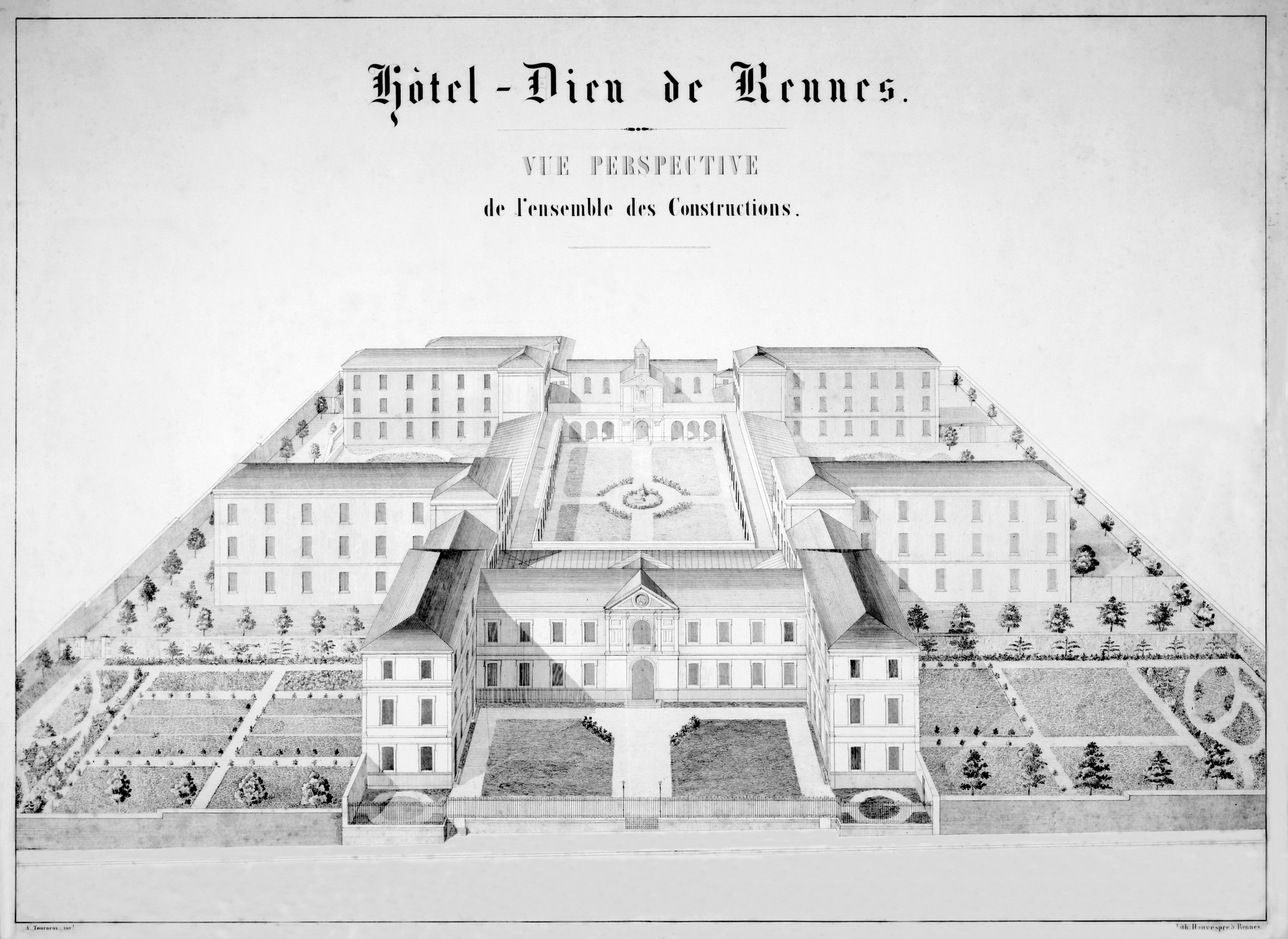
Vue perspective du projet d'Aristide Tourneux en 1852.
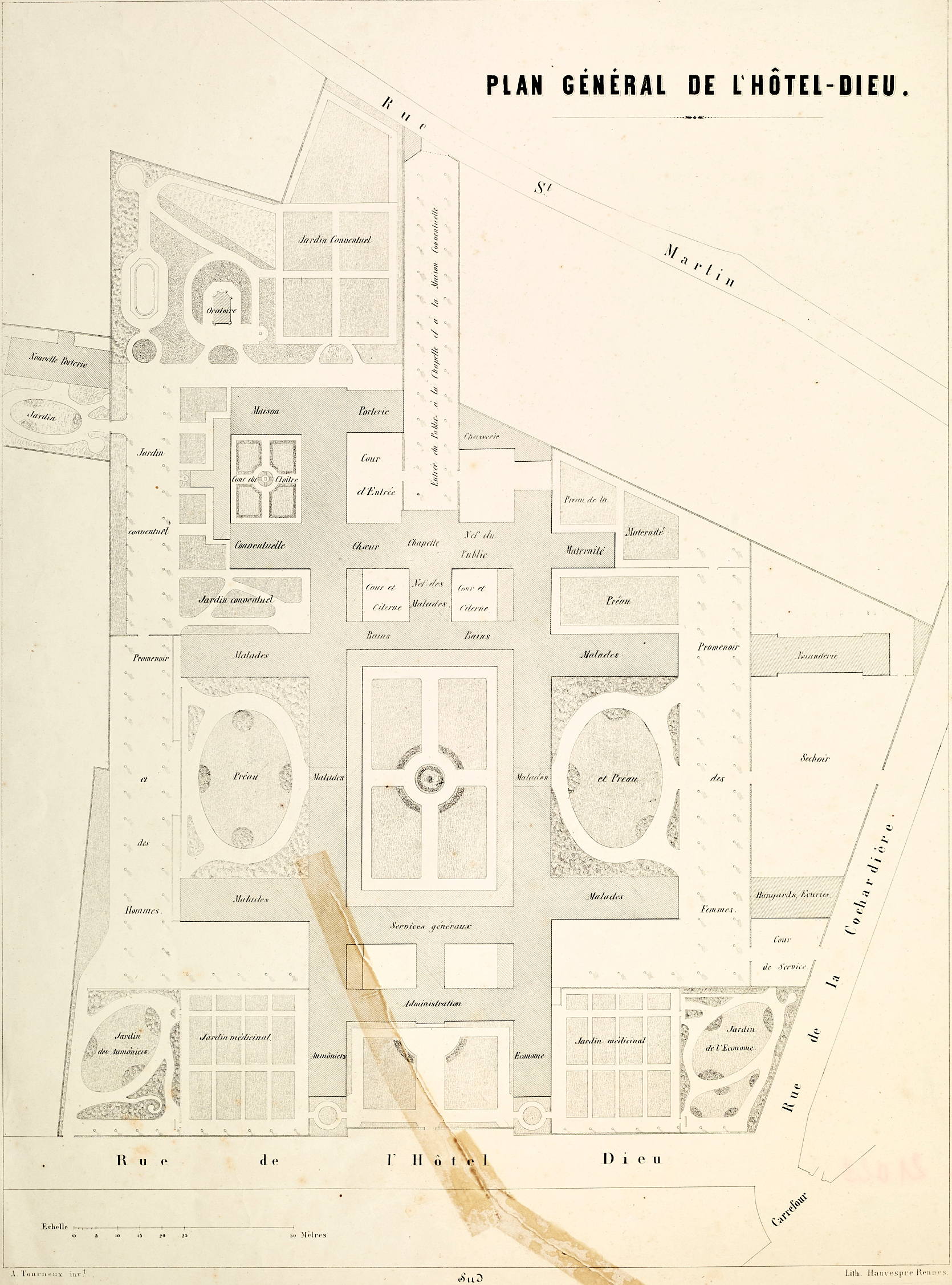
Plan détaillé d'architecte du projet.

Ce bâtiment, composé d'un corps central à deux niveaux et de deux ailes en retour d'équerre à trois niveaux, mis en valeur par la cour d'honneur, accueille l'administration en son centre, l’aumônerie dans son aile ouest et l'économat à l'opposé. L'architecture est de style néo-classique austère et peu décorée afin de modérer les coûts de construction. Un fronton triangulaire au-dessus du pavillon central, réalisé par le sculpteur Jean-Baptiste Barré, représente l'allégorie de la charité chrétienne,.
À l'arrière s'étend une cour encadrée par deux galeries longitudinales. Chaque galerie comporte un rez-de-chaussée éclairé par de grandes baies en plein cintre, et un étage aux baies rectangulaires jumelles, espacées de petites colonnes, qui atténuent l'austérité du reste des bâtiments.
Les galeries permettent l'accès à quatre pavillons perpendiculaires au bâtiment central, destinés à divers traitements. Dans le projet initial, les deux à l'ouest sont dédiés aux hommes et ceux de l’est aux femmes,.
Une chapelle s'élève au nord, d'une taille conséquente, dans la continuité des galeries et dans l'axe de l'entrée principale. L'extérieur de la chapelle rappelle l'architecture du bâtiment sud, notamment le fronton triangulaire, décoré d'une statue de saint Yves. Le bâtiment suit un plan en T avec une nef bordée de deux transepts de longueur voisine,. L'intérieur arbore un plafond à caissons, inspiré de la chapelle de l'asile de Charenton.
L'ensemble des bâtiments est entouré de jardins et de lieux de promenades, ce qui satisfait aux recommandations hygiéniques du XIXe siècle quant à l'ensoleillement et l'aération de chaque bâtiment.

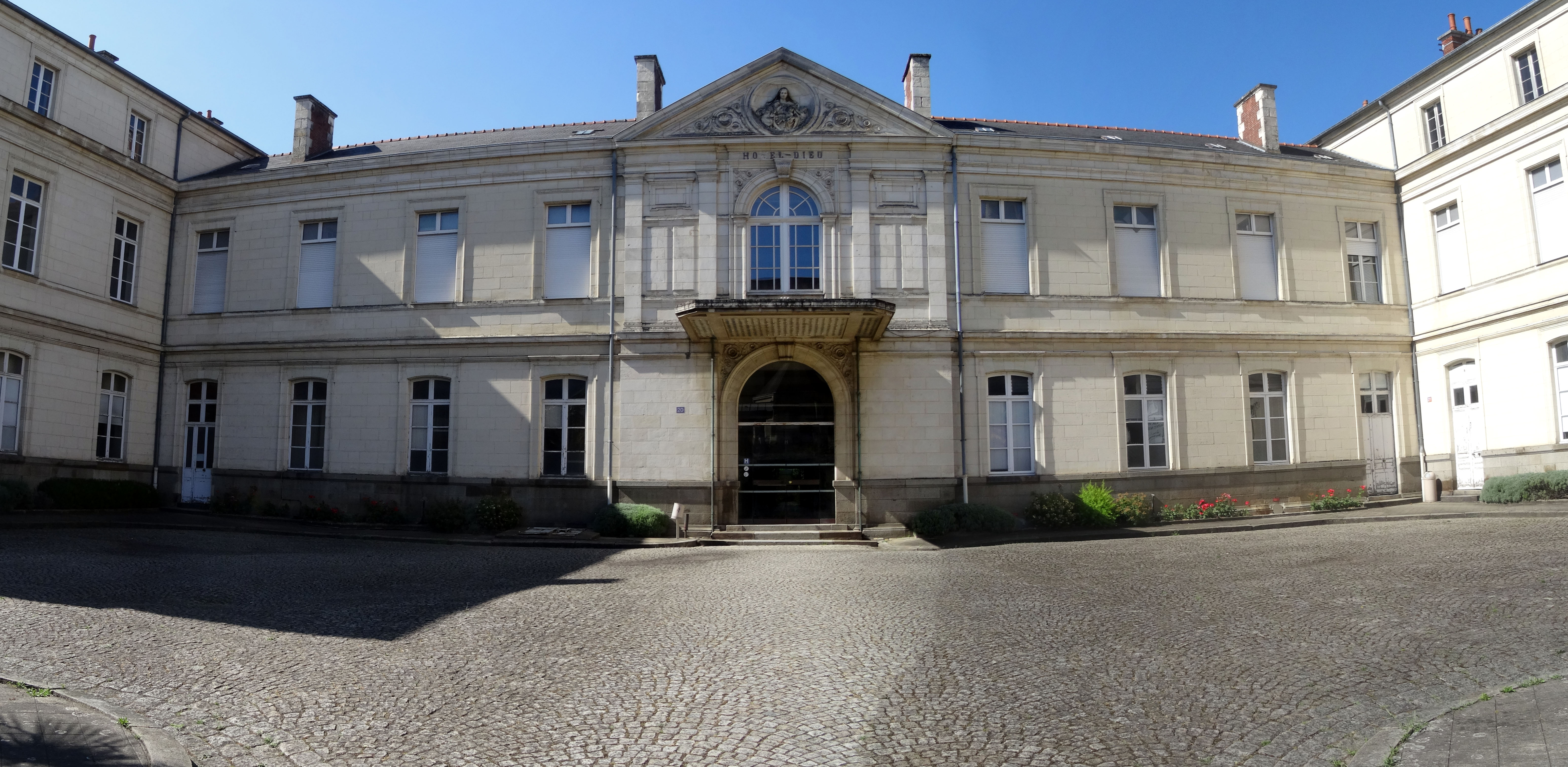
Façade principale du bâtiment sud.
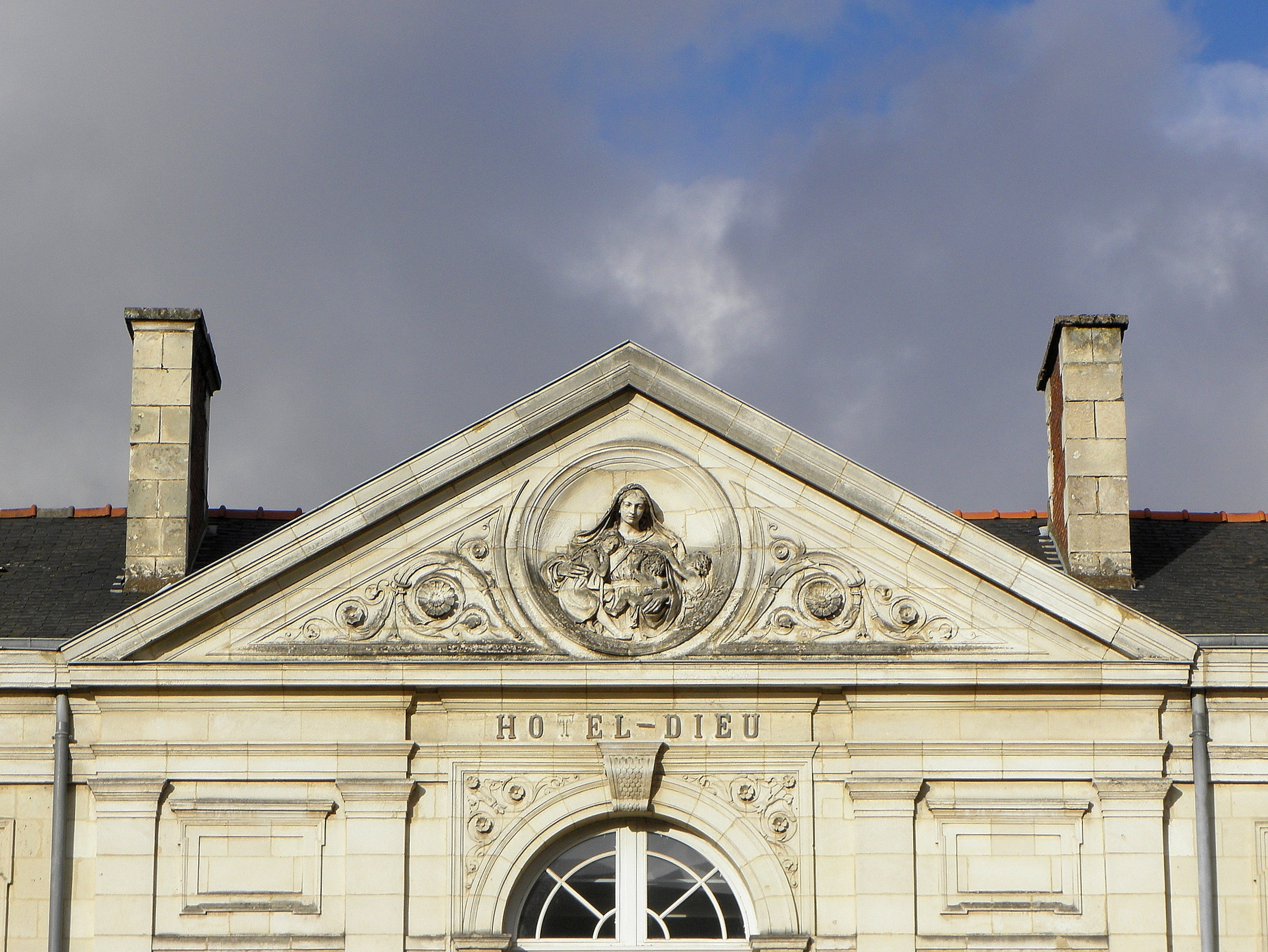
Fronton triangulaire au-dessus du pavillon central.
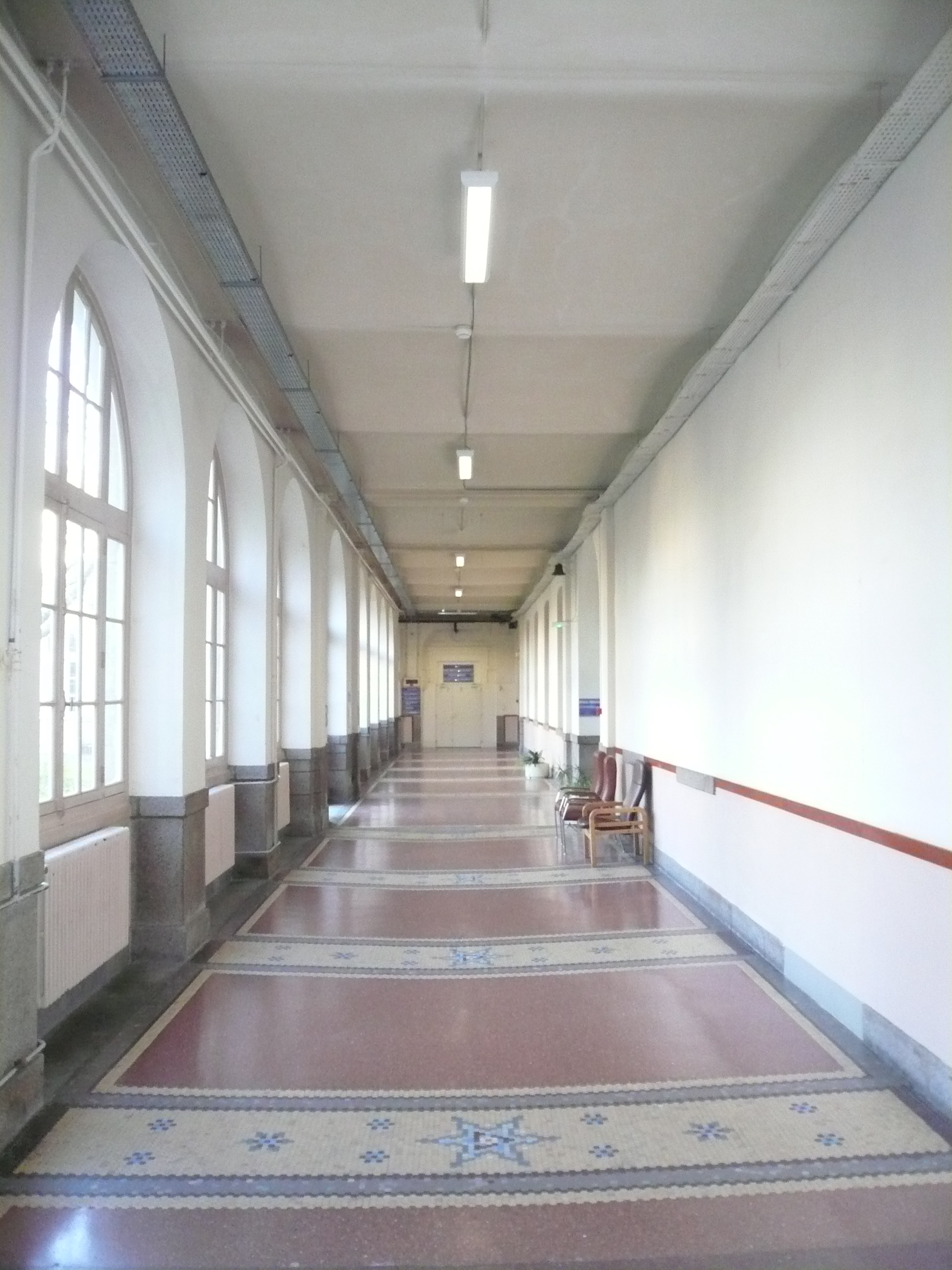
Une galerie entourant la cour centrale.
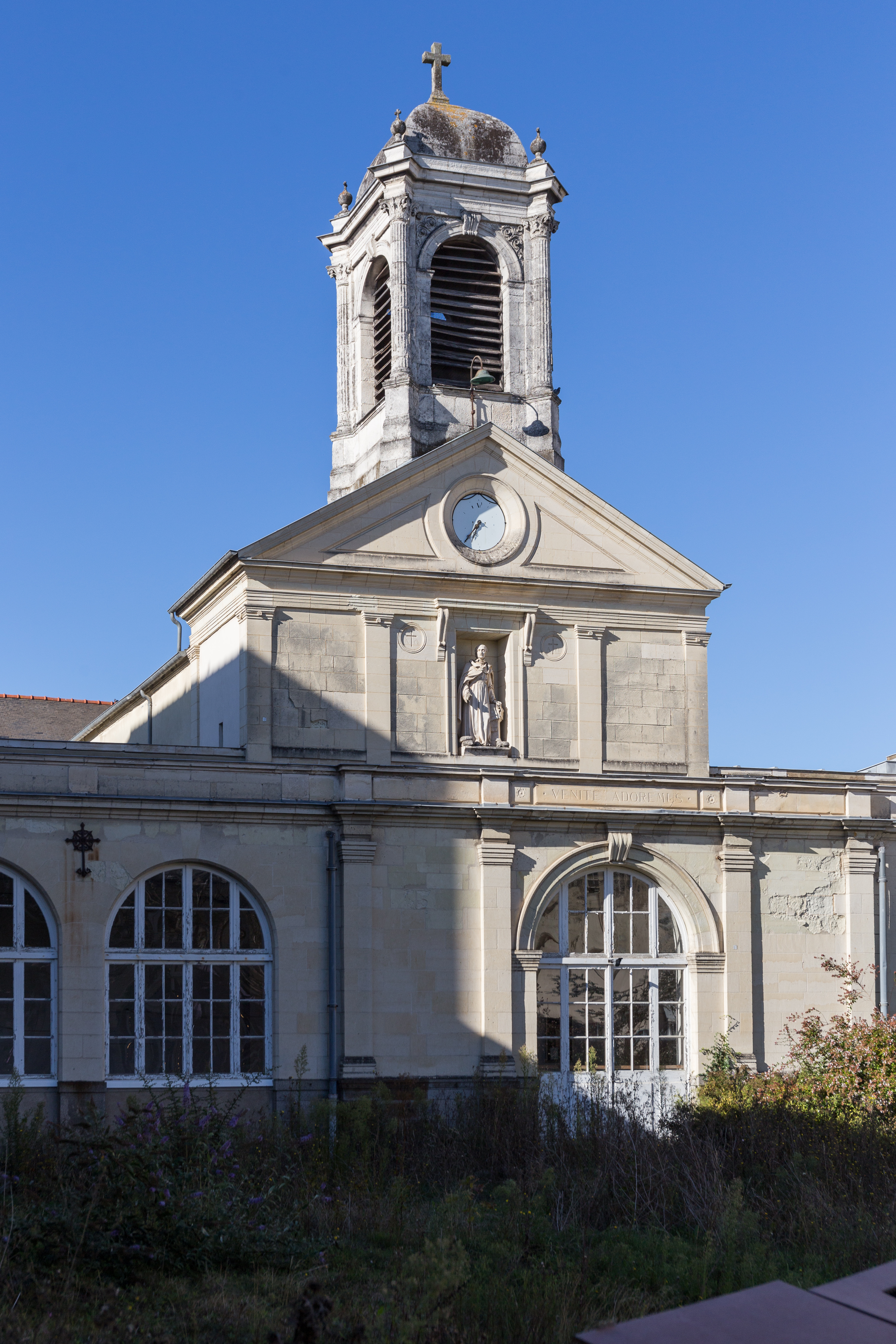
Façade principale de la chapelle.

### Constructions ultérieures
Avec les progrès de la science et la diversification des soins, de nouveaux services sont mis en place au fil des années, nécessitant autant de bâtiments. Plusieurs bâtiments, intégrés au plan d'Aristide Tourneaux selon l'espace disponible, présentaient un intérêt architectural limité et ont été détruits lors de la rénovation des lieux engagée au XXIe siècle. Certains de ces ajouts ont cependant été conservés.
En 1898, une maternité est édifiée à l'ouest du site par l'architecte Julien Ballé, qui a également travaillé sur le nouvel hospice de Pontchaillou dans les mêmes années, en respectant le système pavillonnaire. Le bâtiment, isolé du reste de l'hôpital, présente l'avantage de limiter les contagions, mais impose le transfert des patientes par l'extérieur en cas d'opération au sein du bâtiment principal. Le bâtiment accueille depuis 2022 un pôle de santé.
En 1941, un bunker est construit par les Allemands lors de l'Occupation, à l'est du site entre les deux ailes perpendiculaires du plan initial. En 1952, l'architecte Yves Lemoine ajoute, en plus de la construction de bâtiments (détruits depuis), des marquises en béton sur plusieurs bâtiments.
En 1998, le pavillon Damien Delamaire est construit au nord-ouest pour accueillir un EHPAD, encore en activité.

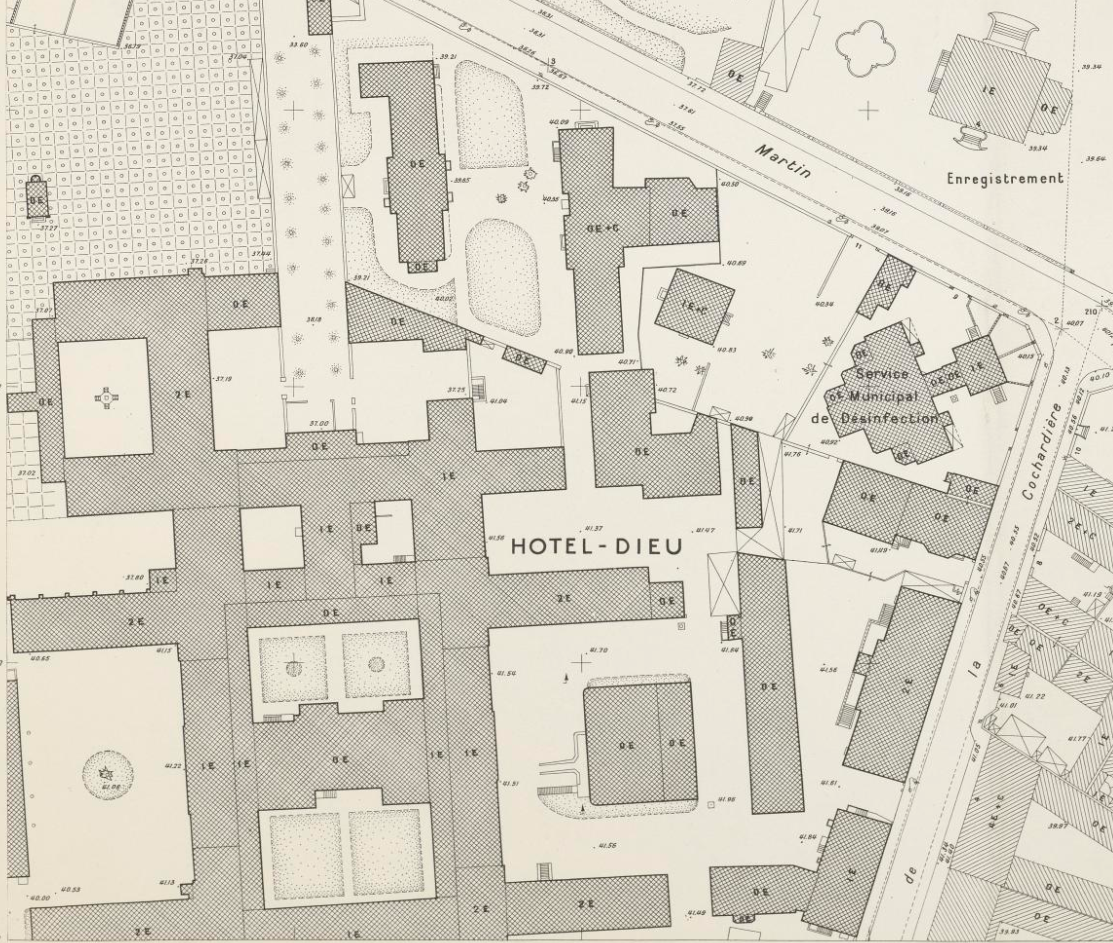
Plan cadastral de l’hôtel-Dieu en 1963.
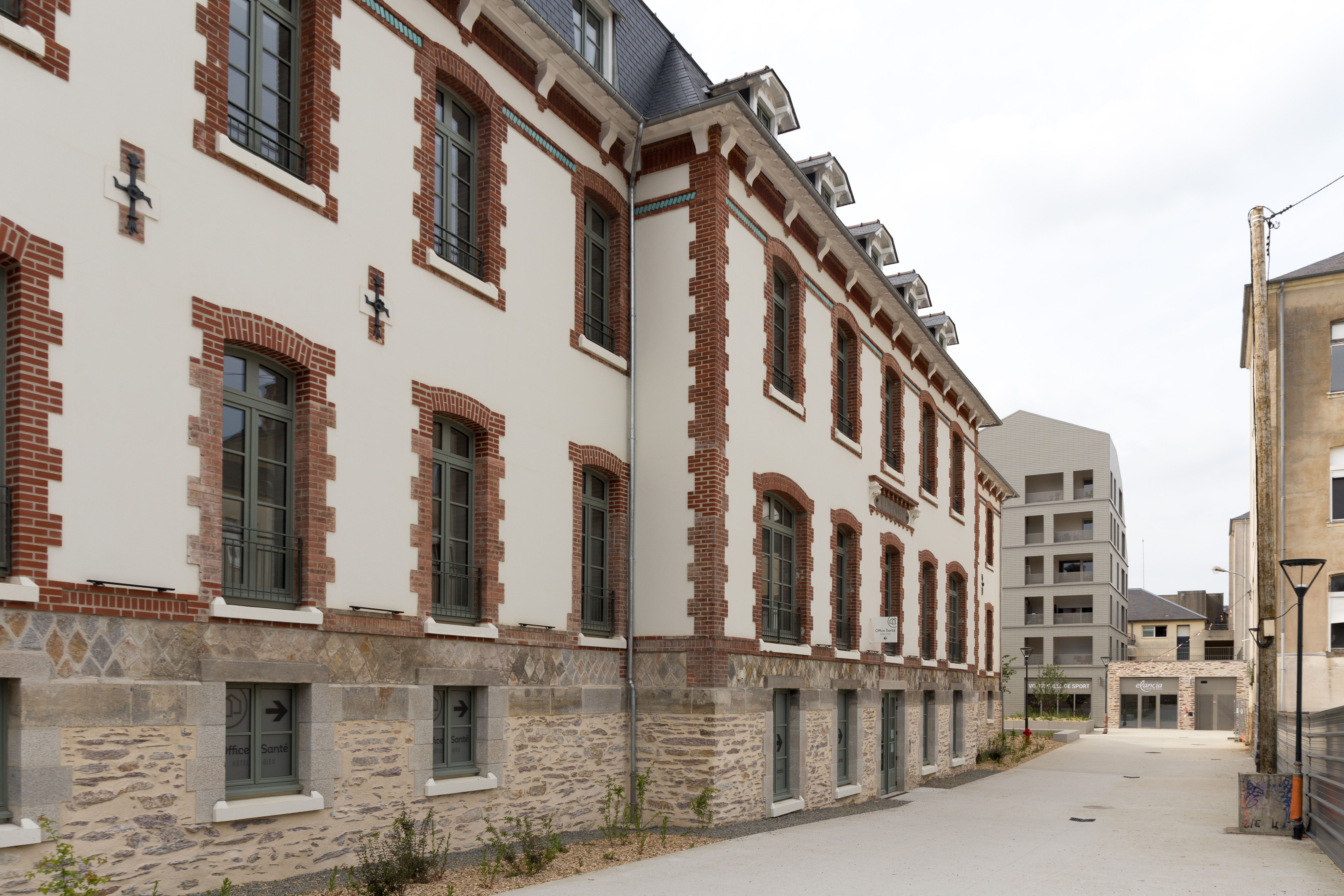
Ancienne maternité de l'hôtel-Dieu, reconvertie en pôle de santé.
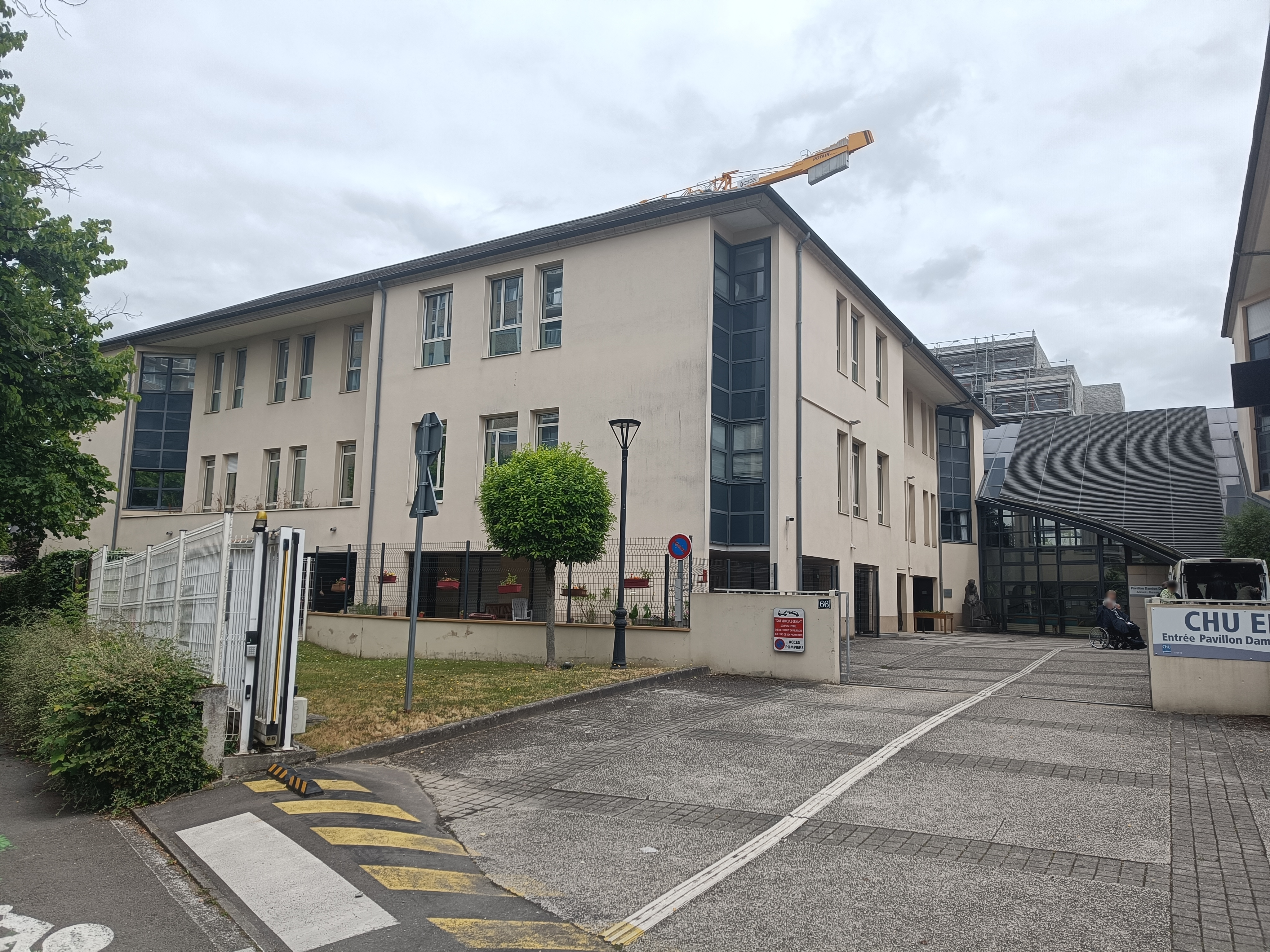
Entrée du pavillon Damien Delamaire.

## Histoire

### Premier hôpital Saint-Yves

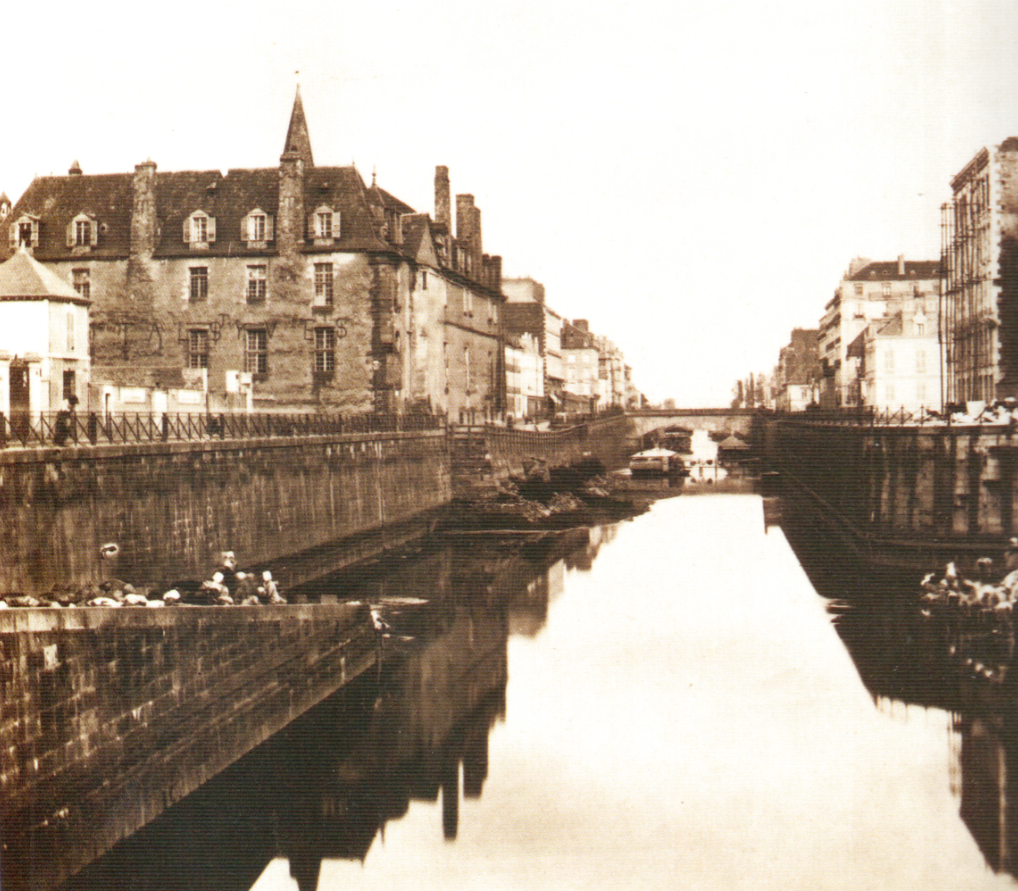
L'hôpital Saint-Yves en 1857.

En 1358 est fondé l'hôpital Saint-Yves par le chanoine Eudon le Bouteiller au sein de son manoir et de ses dépendances situés près de la porte Aivière. Le Bouteiller choisit le patronage de saint Yves pour nommer l'établissement, le saint étant comme lui originaire de Tréguier,. L'hôtel-Dieu Saint-Yves grandit au fil des siècles : en 1453, le duc de Bretagne accorde l'occupation d'une partie des rives de la Vilaine pour installer une buanderie, puis en 1494 une chapelle est reconstruite. 
Au XVIe siècle, les hôpitaux connaissent des difficultés financières dans tout le royaume. À Rennes, la plupart des hôpitaux ferment et l'hôpital de Sainte-Anne, situé à la place du même nom, passe sous la gestion de l'hôpital Saint-Yves en 1557. L'hôpital Saint-Yves est le seul hôpital de la ville mentionné dans les archives en 1536. À partir de 1644, la gestion de l'hôpital est confiée, dans le cadre d'un traité avec la ville, aux chanoinesses augustines de la Miséricorde de Jésus,. Avec l'affluence des dons, les immeubles mitoyens sont achetés et l'hôpital s'agrandit régulièrement.
Après cinq siècles d'activité, les locaux toujours plus vétustes posent de plus en plus problème : en 1836, des piliers doivent être dressés dans les salles pour soutenir la charpente. En 1853, des incendies volontaires endommagent fortement l'hôpital. Les chirurgiens se plaignent particulièrement de l’insalubrité des lieux, de l'insuffisance de salles d'opération et du manque d'hygiène entraînant des infections nosocomiales.
Les autres établissements de la ville sont également vétustes et relativement en périphérie de la ville : en plus de l'hôpital Saint-Yves en bordure de la Vilaine, il existe trois hospices au début du XIXe siècle : l’hospice des Catherinettes rue de Paris, l’hospice Saint-Melaine sur la place éponyme et l’hospice des Incurables, rue de la Santé.

### Construction du nouvel hôtel-Dieu auXIXesiècle
Dès 1835, la nécessité de remplacer l'hôpital Saint-Yves émerge. Après vingt ans de discussions et de recherches de financement, plusieurs options sont étudiées pour reconstruire l'hôtel-Dieu. Le site actuel à proximité de la Vilaine, dont l'eau est désormais stagnante depuis la suppression d'un moulin voisin, n'est plus souhaitable et d'autres sites sont également rejetés : le terrain des Catherinettes au parc du Thabor trop exigu, l'avenue du Mail-Donges à cause des aménagements ferroviaires prévus, ou encore un terrain dans la rue du Champ Dolent, trop en contre-bas de la Vilaine. Le choix final est fait en 1851 et se porte sur un terrain dans la rue de la Cochardière. Le site jouit d'une situation favorable pour établir un hôpital : situé en hauteur, éloigné des quartiers insalubres et d'une vaste superficie de 2,4 ha,. Le terrain est acquis au moyen de dons et en procédant à des expropriations.

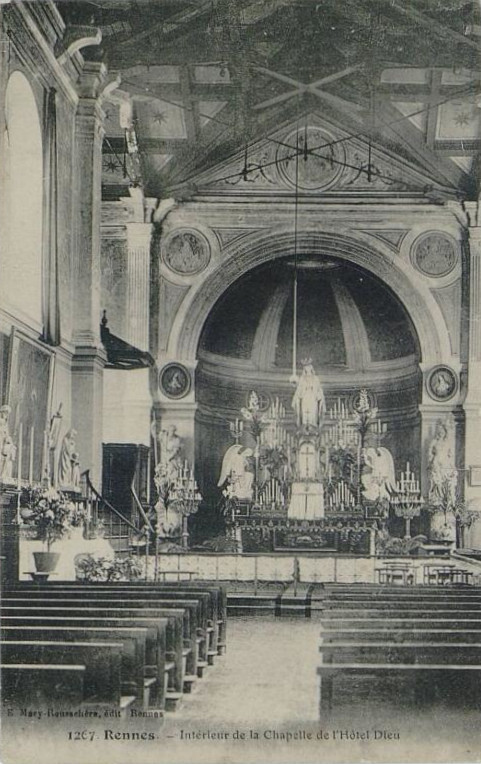
Intérieur de la chapelle au début du XXe siècle.

Un concours national d'architecture est lancé. Le programme indique une surface constructible de 2,4 ha, pour établir un établissement d'une capacité de 500 lits, avec une orientation est-ouest et une circulation aisée entre les bâtiments administratifs, les logements, la chapelle et les services généraux. Le concours bénéficie d'une publicité dans plusieurs villes françaises et à l’École des beaux-arts de Paris. Vingt-quatre projets sont proposés et la commission d'examen, composée de neuf membres, en sélectionne neuf. Le projet retenu est celui de l'architecte Aristide Tourneux. Il s'inspire du plan de l'hôpital de Bordeaux et du nouvel hôpital Lariboisière à Paris, avec un projet de 400 à 500 lits,,.
Les travaux débutent en 1854. Pour décorer la chapelle au nord, les chanoinesses augustines, ayant déjà la gestion de l'hôpital historique dans le centre, font réaliser à leurs frais une statue de saint Yves.
En août 1858, l'empereur Napoléon III est en déplacement officiel à Rennes et, pour marquer cette visite, le nouvel établissement est alors renommé hôpital Napoléon III. Il est inauguré le 21 novembre 1858, en présence d'Élisa Napoléone Baciocchi et d'Honoré-Charles Baston de La Riboisière. Le soir de l'inauguration, une procession, organisée par les chanoinesses augustines et accompagnée par les autorités civiles et militaires, traverse la ville pour officialiser le transfert de l'hôpital Saint-Yves au nouvel hôpital. Lors du déménagement, plusieurs pierres tombales datant du XVIe siècle sont transférées, ainsi que le cœur reliquaire de Charles d'Albert d'Ailly, ancien gouverneur de Bretagne au XVIIe siècle,,.
Une partie de l'ancien hôtel-Dieu Saint-Yves est détruit vers 1860 pour permettre l'alignement des quais dans le cadre de la canalisation de la Vilaine. Les bâtiments non démolis sont vendus à des particuliers. La chapelle est utilisée comme quincaillerie avant d'être rachetée par la ville de Rennes en 1981.

### L'èrehôpital Napoléon III

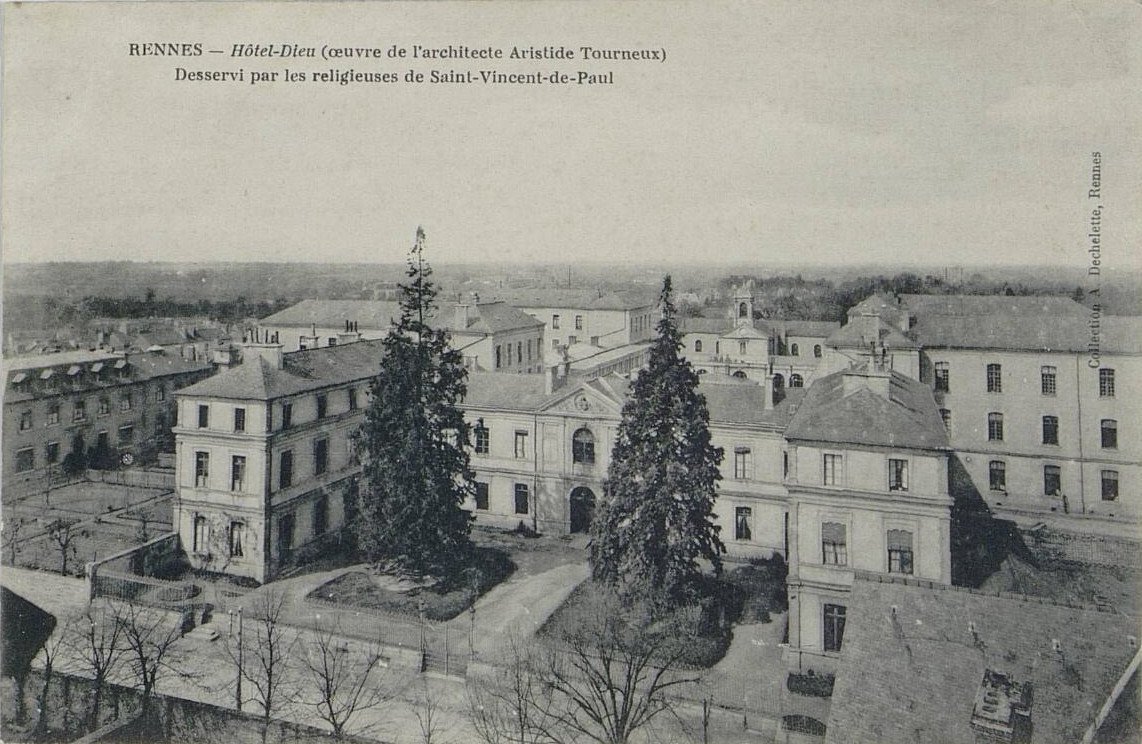
Vue de l'entrée principale au début du XXe siècle.

Déjà présentes à l'hôpital Saint-Yves, les chanoinesses augustines sont chargées du fonctionnement administratif du nouvel hôpital Napoléon III. En 1865, les hospices de Rennes rédigent un règlement qui organise le fonctionnement des lieux. En échange de la fourniture du matériel, les trente-deux sœurs hospitalières assurent la bonne tenue des lieux,.
À cette époque, le corps médical est composé de deux médecins, deux chirurgiens et de cinq internes : deux en médecine, deux en chirurgie et un en pharmacie. Les religieuses travaillent avec l'économe et un commis d'économat, le tout supervisé par la Commission administrative de la ville. Les revenus proviennent essentiellement des rentes foncières, des pensions payées par les malades aisés ou de legs, les médications et les remèdes administrés intervenant peu dans le budget.
En 1867, la première maternité ouvre à l'hôtel-Dieu, succédant à la salle d'accouchement qui a brièvement existé à l'hôpital Saint-Yves après la Révolution, puis à une petite structure chez une sage-femme de l'école de médecine ensuite. Cette maternité ouvre d'abord au-dessus de l'amphithéâtre de dissection, ce qui présente des risques sanitaires. En 1898, un legs de François Coulabin permet la construction d'un pavillon pour accueillir la maternité. Le bâtiment, dû à l'architecte Julien Ballé, est composé de deux étages, le rez-de-chaussée est réservé aux accouchements tandis que l'étage héberge les femmes arrivant à terme. L'isolement du pavillon impose cependant un passage par l'extérieur de la mère si l'accouchement nécessite une médicalisation,.
Doté de 200 lits à son ouverture, l'hôpital en compte 365 en 1868, la ville de Rennes ayant alors 50 000 habitants,. Cette hausse s'accompagne de plusieurs réorganisations des salles de malades, notamment en 1870, avec l'arrivée des soldats blessés lors de la guerre franco-allemande,. Cette guerre ayant entraîné la chute du Second Empire, l'hôpital reprend le nom d'hôtel-Dieu.

### Expansion de l'hôpital
En 1881, le plan architectural adopté trente ans plus tôt se révélant insuffisant, la commission administrative décide de surélever les galeries centrales en leur ajoutant un étage. Achevés en 1887, ces travaux augmentent beaucoup les capacités du site. À la même période, les sœurs augustines, longtemps responsables des lieux, font construire une nouvelle clinique Saint-Yves, rue Saint-Hélier, et quittent l'hôtel-Dieu en 1896.
Au début du XXe siècle, les découvertes médicales autour de l'asepsie par Louis Pasteur induisent un changement des pratiques, telle la suppression des rideaux des lits des salles communes, d'un entretien difficile et responsables de la prolifération des maladies. En 1893, le pavillon Anaïs Bernard est construit. Il est suivi du pavillon Pasteur, bâtiment en briques au milieu de la cour centrale, l'année suivante, destiné aux opérations effectuées auparavant dans des couloirs incommodes et proches des latrines,,. Également, un atelier de désinfection est construit, sur un terrain adjacent concédé à l'hôpital, afin d'assurer le nettoyage du matériel et des lieux.

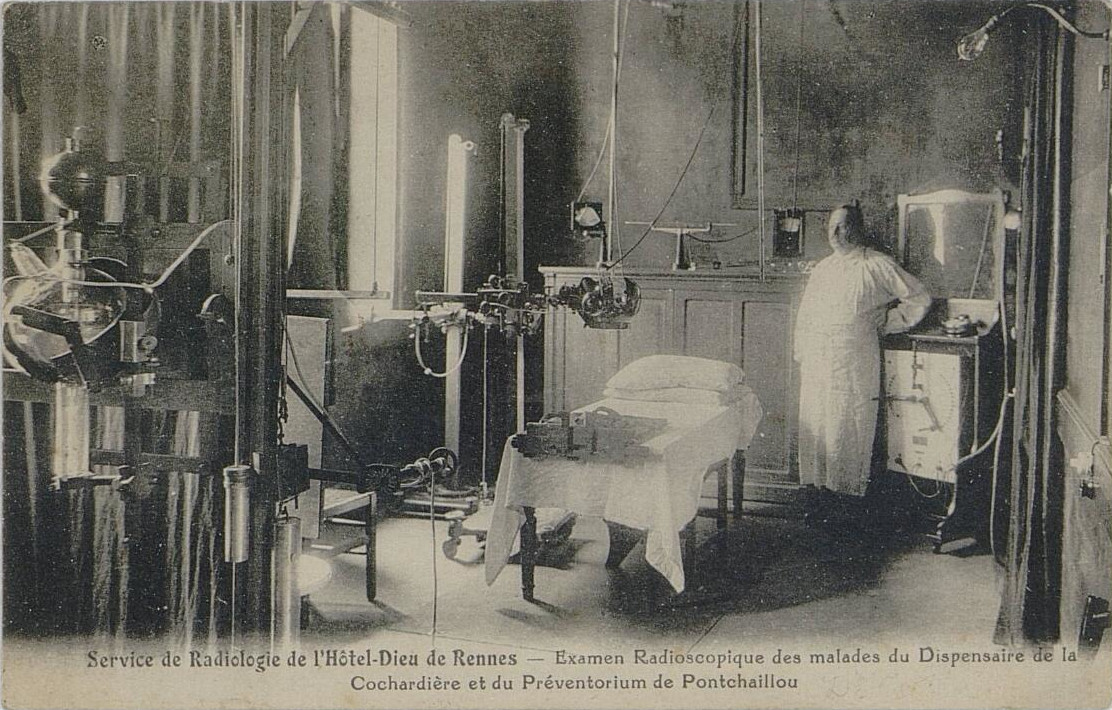
Edmond Castex en service de radiologie au début du XXe siècle.

Grâce aux dons de Mme Lemonnier, le pavillon Pasteur est rénové entièrement en 1910 et comporte désormais plusieurs salles d'opération. En 1937, la salle Lister est créée, avec une moitié permettant aux étudiants d'observer les opérations sans gêner les chirurgiens. Le service peut alors accueillir jusqu'à 200 patients,.
Toujours en 1910, ces dons permettent de créer un pavillon voué au service de radiothérapie d'Edmond Castex, professeur agrégé de l'école de médecine. En 1921, ce médecin exprime le souhait d'utiliser du radium dans le cadre des traitements anticancéreux, et demande des crédits pour financer du matériel de radiothérapie récent. Cinq ans plus tard, une salle de radioscopie est ajoutée au pavillon,.
Ces progrès de la médecine amènent les milieux aisés, qui auparavant payaient les médecins de famille, à recourir comme le reste de la population à l'hôpital public gratuit, toujours financé sur le modèle de la charité. En décembre 1899, une circulaire ministérielle distingue nettement hospice et hôpital. Les médecins de l'hôtel-Dieu soutiennent cependant le maintien du statut d'hospice des pauvres : la plupart exercent dans des cliniques privées, qu'ils dirigent parfois, avec des honoraires élevés, et entendent bien que les malades aisés soient redirigés vers ces cliniques.

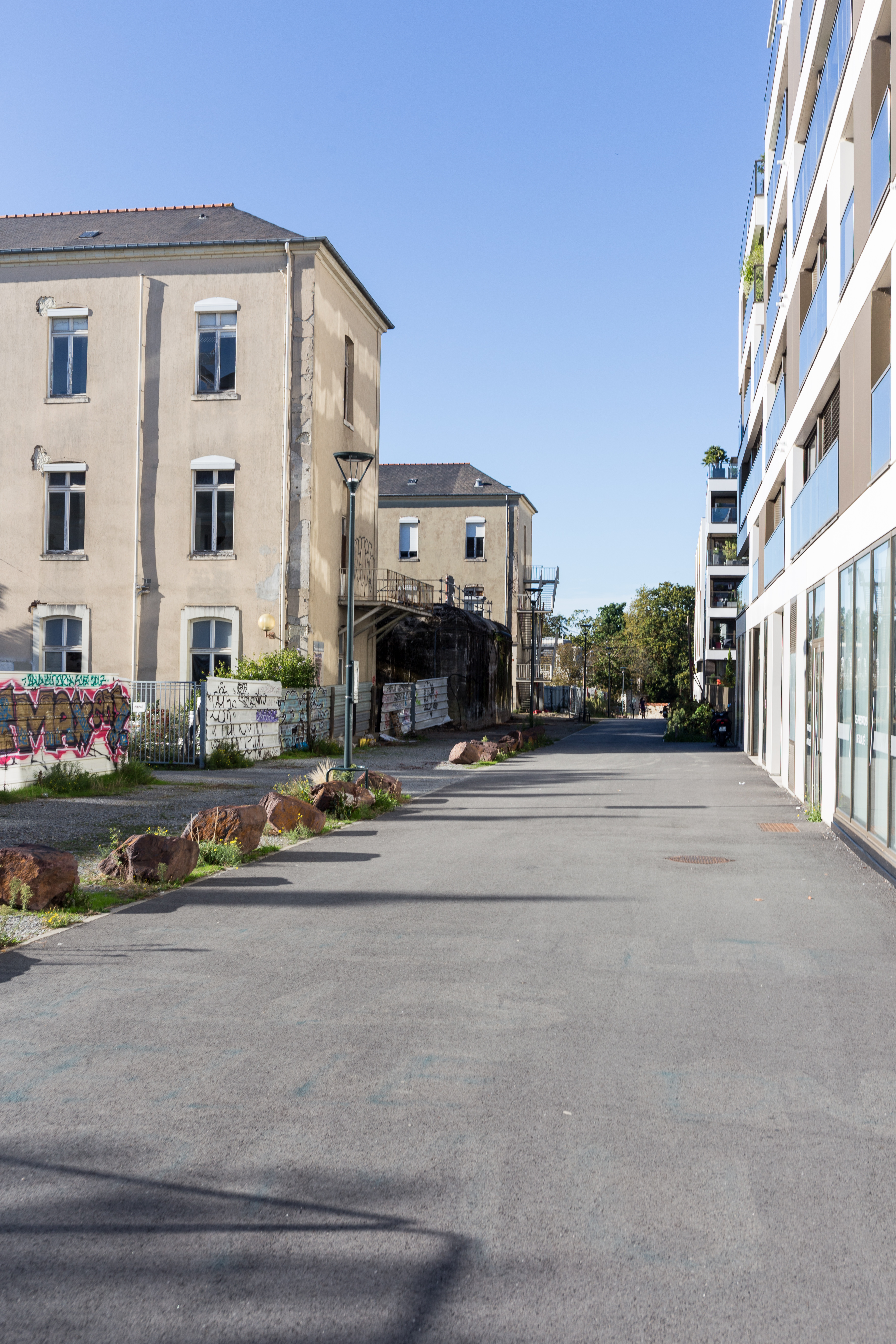
Mail Germaine Poinso-Chapuis où l'on distingue le bunker allemand entre les deux ailes de la partie est.

Le 11 juillet 1940, l'occupation allemande entraîne la réquisition du site après une visite d'un médecin général de l'armée allemande. Le 12 juillet, les 690 malades présents sont répartis entre l'hôpital militaire Ambroise Paré, la Maison du peuple et l'hospice de Pontchaillou. Lors de cette occupation, une partie des archives est brûlée,. En 1941, l'occupant fait construire un blockhaus entre les deux ailes orientales, blockhaus qui subsiste encore. Dans cette période troublée, le personnel fait face à des conditions spartiates. L'école d'infirmiers accueille des élèves de Lorient et Brest, villes bombardées pendant la guerre.
Le 4 août 1944, à la libération de la ville, l'armée américaine prend possession des lieux et y installe du matériel qui révolutionne les pratiques (matériel d'anesthésie générale et radiologie) ou encore des fournitures d'oxygène. Elle y introduit également les premiers usages d'antibiotiques,,. Les libérateurs quittent l'hôpital le 7 août 1945.

### Modernisation des lieux après-guerre
Après la guerre, l'heure est à la réparation des dégâts et la modernisation des lieux.
Dès 1948, les progrès induisent l'ouverture d'un centre régional de transfusion sanguine (CRTS) sous la direction de Maurice Le Foll. Il utilise l'ancien blockhaus allemand. Rapidement inadapté, il est doté d'une extension du côté de la rue de la Cochardière. Dans les années 1950, les grandes salles de quarante malades sont remplacées par des box de deux à quatre lits. Le laboratoire de biochimie se dote d'appareils de mesure modernes (photomètres à flamme, photocolorimètres, spectrophotomètres).
À partir de 1946, la loi n° 46-330 requiert l’obtention d'un diplôme d'État pour l’exercice du métier d'infirmière. Les premières infirmières laïques arrivent en service en 1955 et deviennent rapidement majoritaires : en 1968, l'hôpital compte cent soixante infirmières laïques pour dix religieuses. Les religieuses quittent alors les bâtiments d'hébergement qui leur étaient réservés pour une maison particulière, avant de quitter définitivement leurs fonctions à l'hôtel-Dieu en octobre 1975. 
En 1970, après dix ans de travaux, un hôpital de dix étages est inauguré sur le site de Pontchaillou au nord-ouest de la ville, de même que l'Hôpital Sud en 1980. Les services de l'hôtel-Dieu sont progressivement transférés : la clinique médicale, les services d'ORL, de chirurgie digestive et de chirurgie infantile s'installent à Pontchaillou. Une partie du service d'urgences et du service de chirurgie orthopédique déménagent également, en 1972, dans le nouvel hôpital. En 1979, le CRTS quitte le blockhaus pour s'installer au centre Eugène-Marquis, puis dans des locaux dédiés ensuite, toujours présents en tant qu'Établissement français du sang. Cette expansion du nouveau site hospitalier au nord-ouest de la ville en fait le centre médical le plus important de Rennes, devant l'hôtel-Dieu.
Les espaces libérés à l'hôtel-Dieu sont voués à de nouvelles spécialités : la rhumatologie, les services d'hématologie, de diabétologie et nutrition et de maladies métaboliques,. Trois unités de cardiologie sont successivement ouvertes entre 1970, 1972 et 1975. Les deux services de cardiologie cumulent jusqu'à 108 lits. Un service d'urgence cardiologique, unique en France, est ouvert après le départ des urgences à Pontchaillou.
En janvier 1975, la loi Veil, dépénalisant l'avortement, est votée en France. Cependant, les chefs du service gynécologie de l'hôtel-Dieu s'opposent à l'ouverture d'une unité d'interruption volontaire de grossesse en invoquant leur conscience éthique, malgré le consensus administratif favorable à cette innovation. Les professeurs Toulouse et Dubois, responsables du service, déclarent : « Nous ne jugerons pas les médecins qui pratiqueront l'avortement, nous accepterons même de leur apprendre à faire un curetage. Mais nous ne voulons pas que cela se fasse dans notre maternité ». En avril 1975, le pavillon Anaïs Bernard, vétuste et désaffecté depuis plusieurs années, est utilisé pour installer un centre d'IVG, bien distinct et même situé à l'opposé du service de gynécologie. Il est composé d'une salle d'intervention et de six, puis neuf lits,,. En novembre 1982, ce service déménage dans une unité plus spacieuse et devient un service d'orthogénie. Jusqu'en 2009, année de transfert du service à l'Hôpital Sud, l'hôtel-Dieu aura réalisé près de 60 000 opérations dans ce domaine.

### Transition vers un hôpital gériatrique

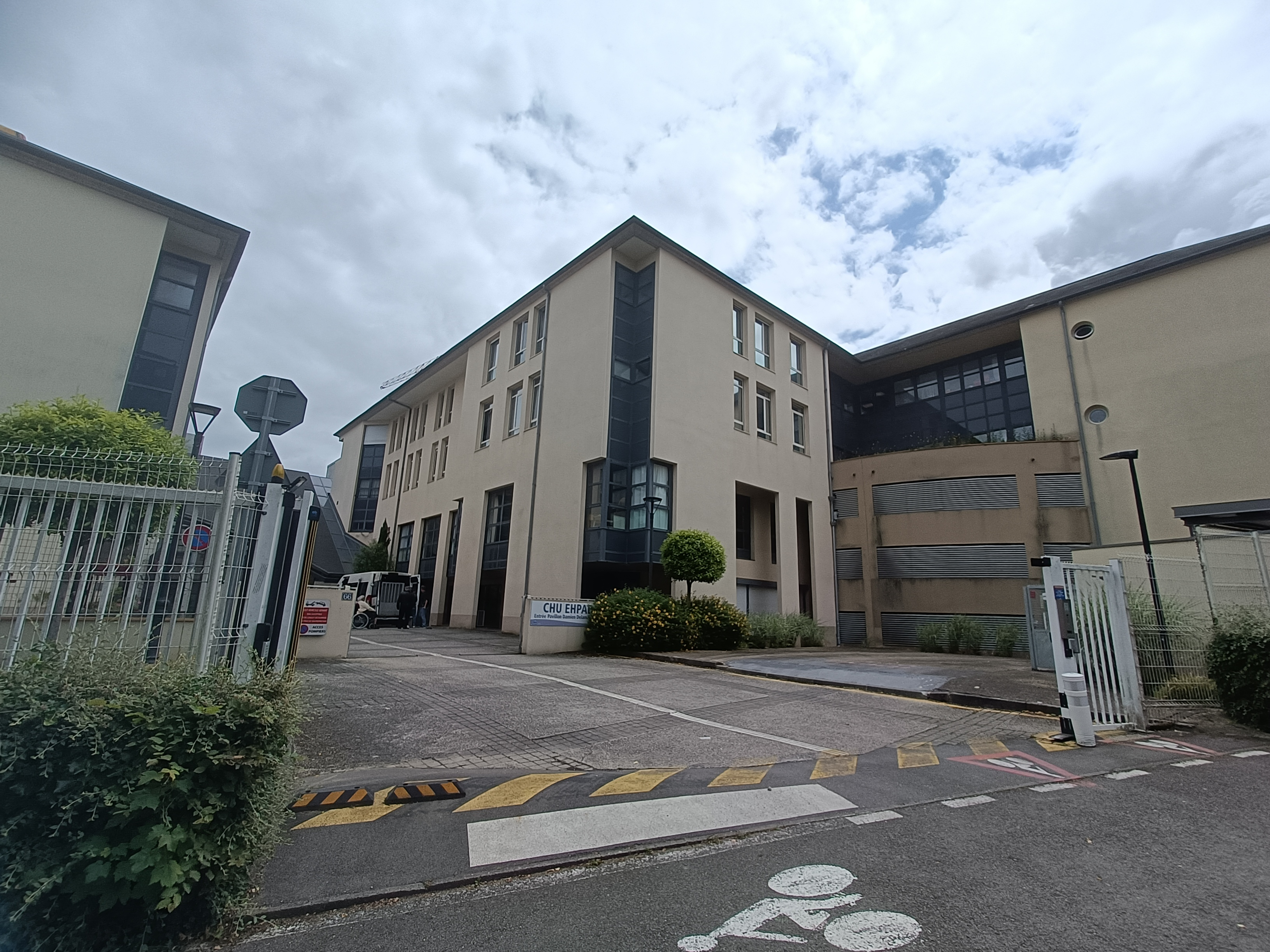
Entrée du pavillon Damien Delamaire.

Dans les années 1980, sur le constat du vieillissement de la population, le centre hospitalier de Rennes projette une notable restructuration sur la base d'un plan d'accueil gérontologique. Après des concertations avec la municipalité, vingt-sept lits de moyen séjour sont installés dans le cloître de l'hôtel-Dieu début 1987, rapidement complétés d'autant de lits de long séjour. En 1991, la saturation des urgences pousse la municipalité à créer un site indépendant à la Tauvrais au nord-est de la ville. En 1997, le pavillon Damien Delamaire est ouvert avec une capacité de 120 lits sur le site de l'hôtel-Dieu.
Cette restructuration entraîne le transfert de plusieurs services, à commencer, en 1979, par les services d'urgence qui sont centralisés à Pontchaillou (sauf les spécialités de cardiologie et gynéco-obstétricales). En 1992, c'est le service de dermatologie qui est transféré dans un nouveau pavillon à Pontchaillou. La maternité est maintenue en ses locaux et est notamment étendue en 1987, avec des chambres plus agréables pour les femmes sur le point d'accoucher. À la fin du XXe siècle, l'hôtel-Dieu gère entre 1 300 et 2 000 accouchements par an.
Les transferts se poursuivent au début du XXIe siècle : en 2003, le service de gynécologie est déplacé à l'Hôpital Sud, rejoint en mars 2019 par les services de maternité et de chirurgie pédiatrique, constituant ainsi le bloc maternité de l'Hôpital Sud,.

### Reconversion du lieu depuis 2017
Dès 2013, l'avenir du site suscite discussions et études. Rennes Métropole soutient une reconversion préservant l'unité du site sans fragmentation en parcelles à vocations diverses. Une affectation est d'abord envisagée au bénéfice de l'Université de Rennes par l'installation de services administratifs, d'une école d'architecture et de logements étudiants, mais cette idée est abandonnée en 2014. Le lieu est temporairement utilisé à des fins artistiques, par exemple pour le festival des Tombées de la nuit en 2016.

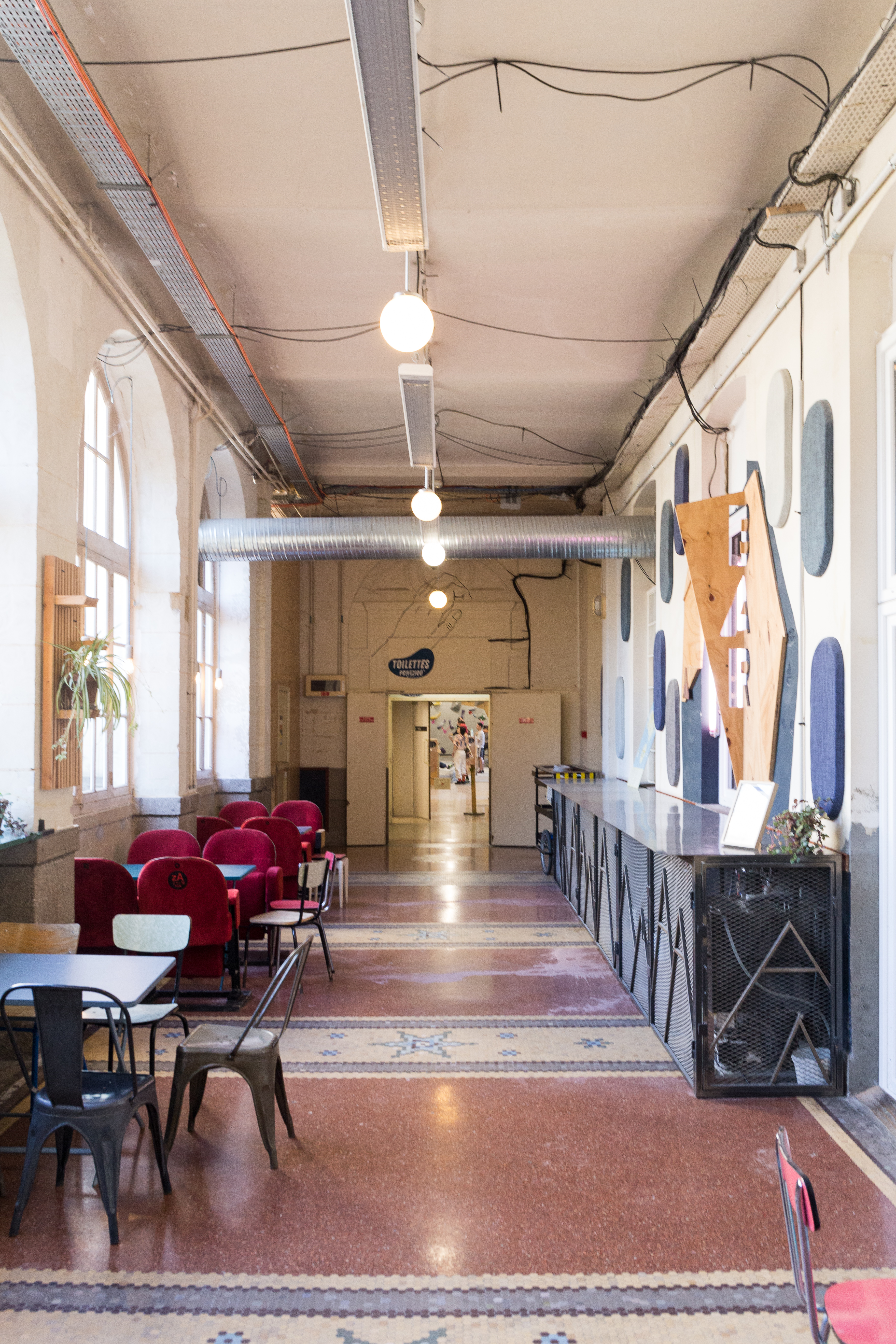
Une galerie de l'ancien hôpital en 2022, avec un espace restauration et une salle d'escalade au fond.

En 2016, le souci de l'unité reste au second plan quand l'îlot de la Cochardière, à l'est du site, est vendu pour dix millions d'euros à un promoteur immobilier pour un programme de cinq bâtiments résidentiels. La destruction des bâtiments de l'îlot, en avril 2016, permet l'ouverture de fouilles archéologiques,. Les équipes de l'Inrap étudient le développement de la partie nord de Condate Riedonum. Cette partie du site est intégrée à la ville romaine entre le Ier et le IIIe siècle, avec des édifices de qualité diverse. Sur la partie sud, des élévations en torchis et des poutres sont découvertes, alors qu'au nord-ouest est découverte une domus en schiste. Au IVe siècle, une nécropole est présente dans le quartier, comme en témoignent des tombes bien ordonnées en rangées.
En juin 2017, la vente de l'hôpital entérine la concentration de l'activité hospitalière sur le centre hospitalier universitaire de Rennes en pleine reconstruction. Le centre hospitalier, propriétaire du foncier, vend le site à l'Établissement public foncier de Bretagne pour 14,6 millions d'euros, déduction faite de 2,2 millions d'euros pour le désamiantage et la démolition partielle. Cette somme contribue au financement de l'agrandissement du site de Pontchaillou. Seul le pavillon Damien Delamaire, qui accueille l'EHPAD, n'est pas concerné par cette cession.
En 2018, le promoteur immobilier Linkcity, filiale de Bouygues Construction, est retenu pour mener le programme de réaménagement du site, avec un budget estimé entre 70 et 80 millions d'euros. Après une concertation publique, la ville promeut la préservation de l'identité patrimoniale de l'hôtel-Dieu tout en soutenant sa dimension de lieu de vie. Des bâtiments annexes vont être détruits pour laisser place à des logements, mais la partie historique conçue par Aristide Tourneux en 1858 est conservée et requalifiée.

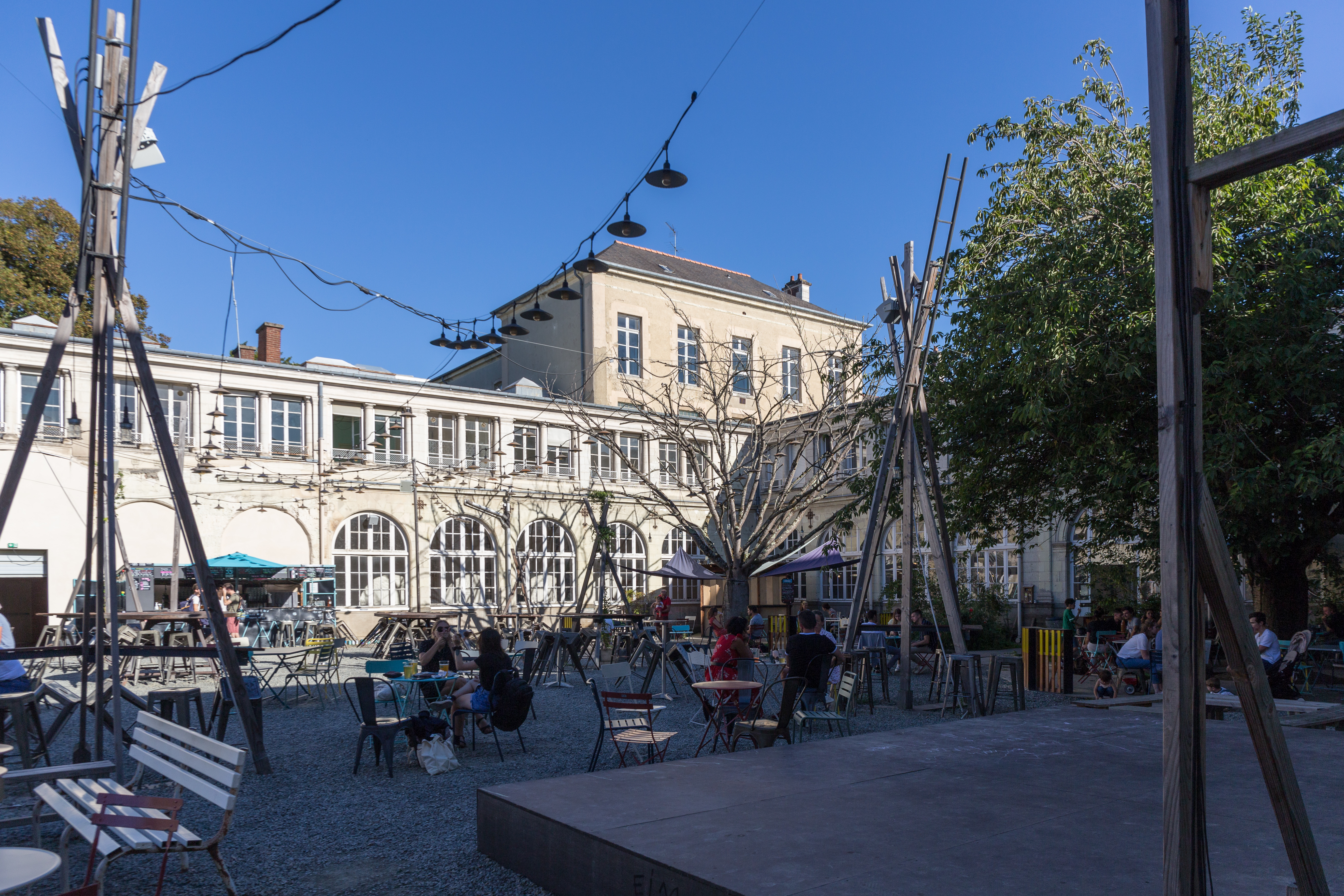
Terrasse dans la cour intérieure en 2022.

En 2019, une série d'importants travaux de requalification, de près de 30 000 m2, est lancée pour une durée estimée de trois ans. En septembre 2019, un espace éphémère de 1 000 m2 est aménagé : une salle d'escalade, une microbrasserie et un bistrot sont installés dans le bâtiment sud. Un espace de restauration occupe la cour centrale de l'ancien hôpital.

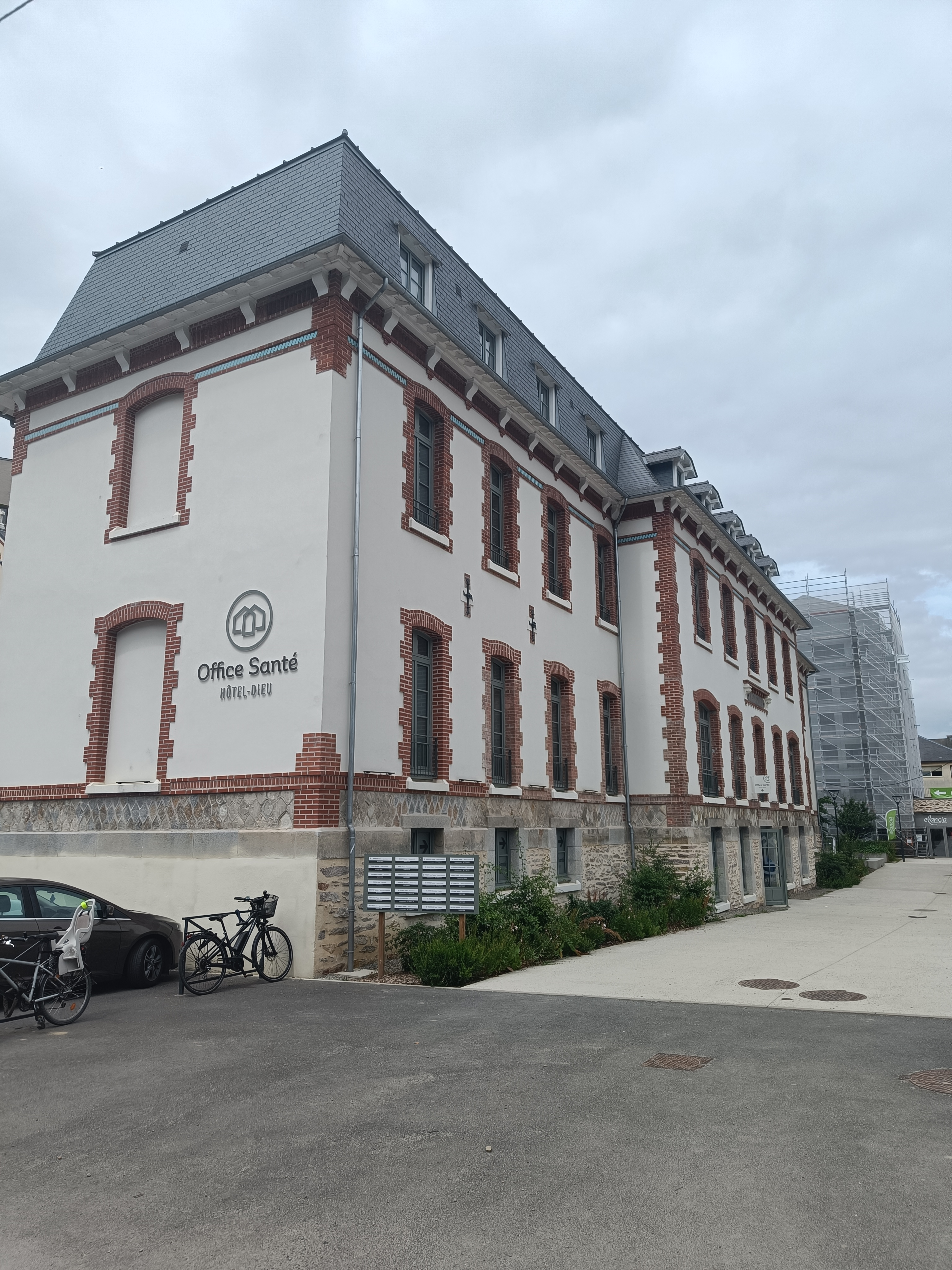
Le pôle santé dans le pavillon conçu par Julien Ballé.

En 2022, le pavillon de la maternité est entièrement revu : son sol est abaissé afin de créer un étage au niveau du rez-de-chaussée et la façade est réhabilitée selon sa configuration du XIXe siècle. Ces travaux permettent d'aménager vingt-trois salles de consultation sur 1 000 m2 pour diverses professions médicales (généralistes, psychologue, ostéopathe, sages-femmes, etc.).
Fin 2024, un appel à candidatures est lancé pour l'usage de cinq locaux rénovés : trois restaurants avec terrasses, un commerce de 80 m2 et la chapelle de 345 m2, pour des projets culturels ou événementiels.